# Vaniel Sirin
Vaniel Sirin (Delmas, 26 ottobre 1989) è un ex calciatore haitiano, di ruolo centrocampista.

## Carriera

### Club
Nel 2015, dopo aver giocato al Tempête, viene acquistato dal Football Inter Club Association.

### Nazionale
Ha debuttato in Nazionale l'11 febbraio 2009, nell'amichevole Colombia-Haiti (2-0). Ha messo a segno la sua prima rete con la maglia della Nazionale l'11 luglio 2009, in Stati Uniti-Haiti (2-2), in cui ha siglato la rete del momentaneo 1-1. Ha partecipato, con la Nazionale, alla Gold Cup 2009. Ha collezionato in totale, con la maglia della Nazionale, 20 presenze e una rete.